# Tendring
Tendring is een Engels district in het shire-graafschap (non-metropolitan county OF county) Essex en telt 146.000 inwoners. De oppervlakte bedraagt 338 km². Hoofdplaats is Clacton-on-Sea.
Van de bevolking is 26,0% ouder dan 65 jaar. De werkloosheid bedraagt 3,0% van de beroepsbevolking (cijfers volkstelling 2001).

## Plaatsen in district Tendring
- Clacton-on-Sea
- Dovercourt
- Frinton-on-Sea
- Walton-on-the-Naze

## Civil parishesin district Tendring
Alresford, Ardleigh, Beaumont-cum-Moze, Bradfield, Brightlingsea, Elmstead, Frating, Frinton and Walton, Great Bentley, Great Bromley, Great Oakley, Harwich, Lawford, Little Bentley, Little Bromley, Little Clacton, Little Oakley, Manningtree, Mistley, Ramsey and Parkeston, St. Osyth, Tendring, Thorpe-le-Soken, Thorrington, Weeley, Wix, Wrabness.